# Al-Madżwi
Al-Madżwi (arab. المجوي) – miejscowość w Syrii, w muhafazie Hama. W 2004 roku liczyła 1517 mieszkańców.